# Uruinimgina
Uruinimgina – régi olvasat szerint Urukagina – az ókori sumer városállam, Lagas uralkodója volt (kb. i. e. 2378-2371, a hosszú kronológia szerint; más forrásokban ur.i. e. 2435-2340 vagy i. e. 2400-2370 ), aki népmozgalomra támaszkodva elűzte a lagasi dinasztia utolsó tagját, Lugalandát. Az első évben az enszi, utána a lugal, azaz király címet viselte. A kistermelő parasztságot védő intézkedései, átfogó szociális reformjai és a papság korrupciója elleni fellépése miatt a papokkal összefogó ummai Lugalzageszi döntötte meg az uralmát.

## Reformjai
Uralkodása első évében rögtön reformokat hajtott végre. Ennek eredeti szövegét nem ismerjük, de ismerjük több részletének átiratát, idézetét más feliratokból. Egyes vélemények szerint ez tekinthető a legrégebbi ismert „törvénykönyv”-nek. Előírásai korlátozzák a gazdagok és hatalmasságok önkényét. Előírja például, hogy ha egy gazdag vásárol egy alárendelttől, akkor ezüsttel kell fizetnie, de ha az alárendelt nem akar eladni, akkor nem kötelezhető erre. A papoknak megtiltotta, hogy a közösség – a köznép – kertjéből fát vagy gyümölcsöt vigyenek. Megtiltotta az uzsorát és az áruhalmozást. Biztonsági intézkedést tett a tolvajlás, rablások és gyilkosságok visszaszorítása érdekében. Előírta a temetések állami finanszírozását. Támogatta az árvákat és az özvegyeket.